# 黄拟套扇贝
黄拟套扇贝（学名：Semipallium fulvicostatum）是莺蛤目海扇蛤科拟套扇贝属的一种。主要分布于中国大陆、台湾，常栖息在潮间带低潮线至潮线下浅水区，以足丝附着于岩石、珊瑚礁或贝壳上。